# Dinamo Moskwa (hokej na lodzie)

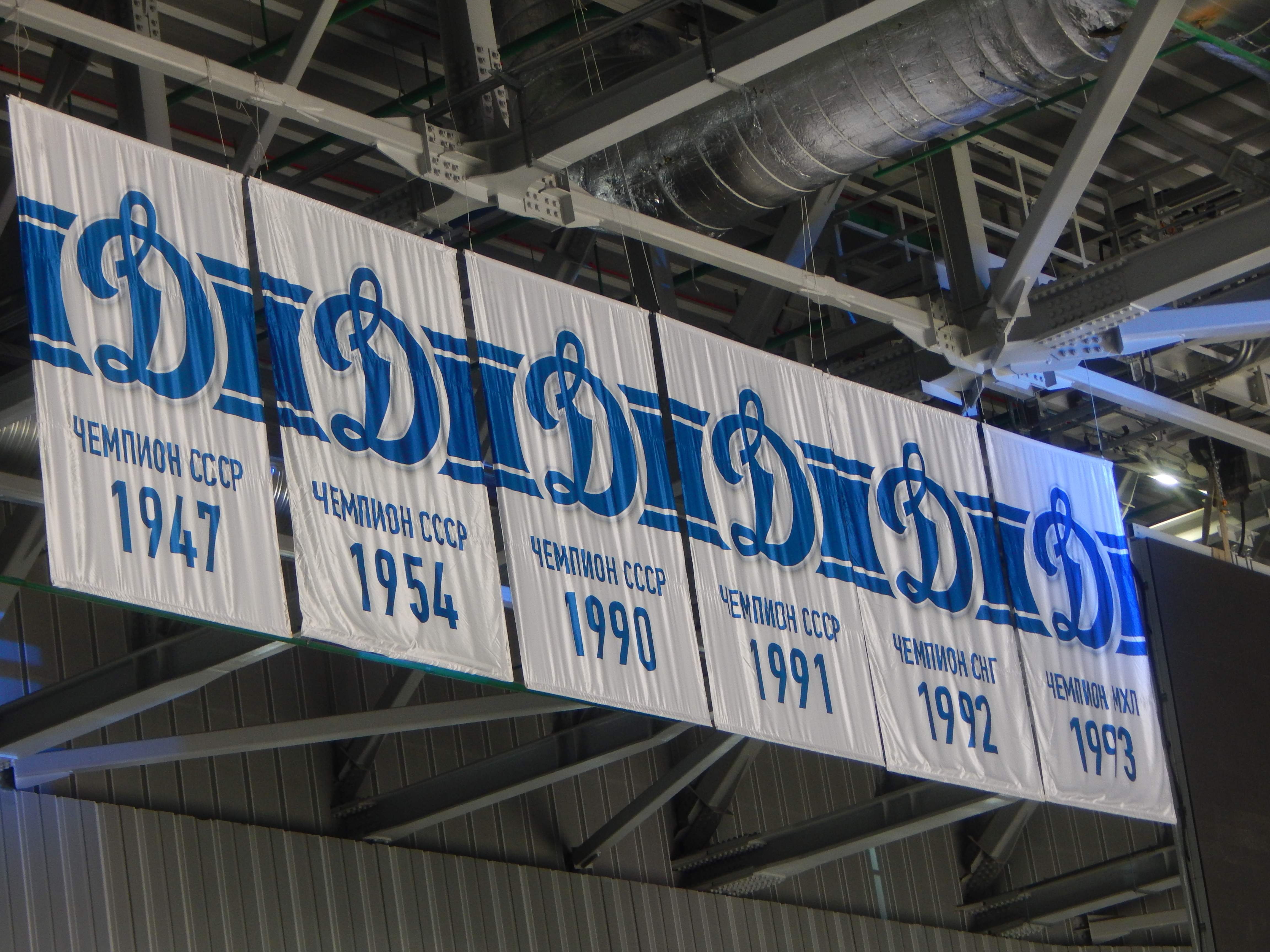
Upamiętnienie tytułów mistrzowskich zdobytych przez Dinamo, ustanowionych w hali klubu

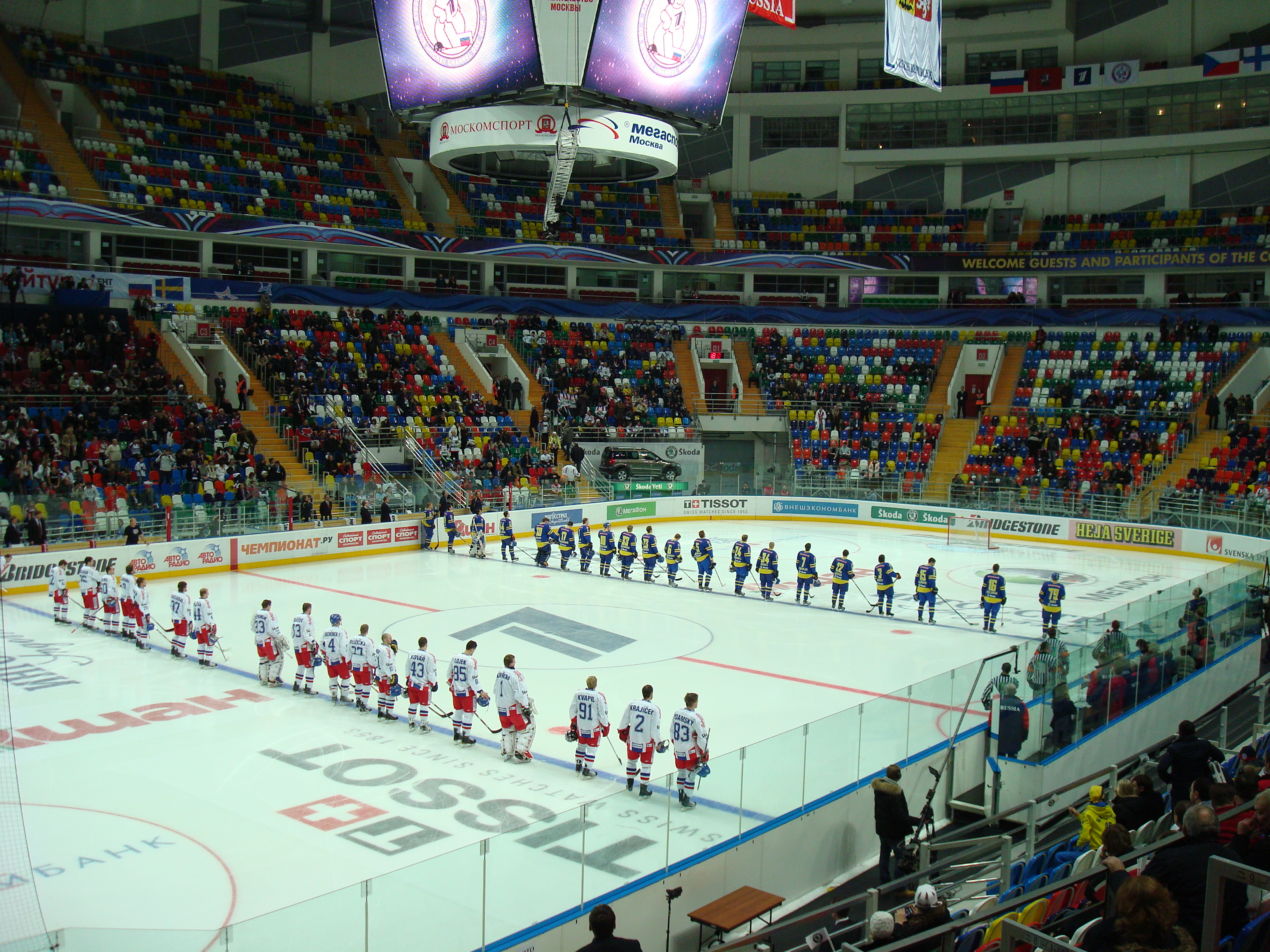
Lodowisko Megasport Arena

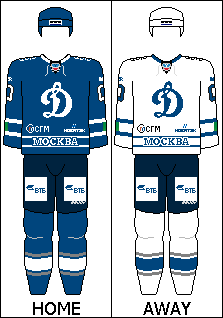
Stroje meczowe OHK Dinamo

Dinamo Moskwa (ros. Динамо Москва) – rosyjski klub hokejowy z siedzibą w Moskwie.

## Historia
Sekcja hokejowa klubu Dinamo Moskwa powstała 22 listopada 1946 i była sponsorowana przez KGB. Dinamo jest jednym z najbardziej utytułowanych klubów w Rosji. Zdobyło Mistrzostwo ZSRR w 1947, 1954, 1990, 1991 i 1992 oraz Mistrzostwo Rosji w 1993, 1995, 2000 i 2005. Dinamo wygrało także Puchar Spenglera w 1983 oraz Puchar Mistrzów w 2006.
Dinamo jest jednym klubem w historii, który nigdy nie spadł z najwyższej klasy rozgrywkowej w ZSRR/Rosji od czasu jej powstania w 1946.
W 2010 dokonano fuzji z klubem HK MWD Bałaszycha, w wyniku której powstał nowy klub pod nazwą OHK Dinamo (ros. Объединённый хоккейный клуб [ОХК] «Динамо», pol. Zjednoczony Klub Hokejowy «Dynamo») i pod tym mianem występował w sezonie 2010/2011. Stołeczny zespół nie znalazł głównego sponsora i stał w obliczu poważnych problemów finansowych. Drużyna z Bałaszychy miała natomiast możnego patrona, którym jest Ministerstwo Spraw Wewnętrznych Rosji. Klub OHK Dinamo zachował jednakowoż herb klubu Dinamo Moskwa (charakterystyczna litera „D”) oraz niebiesko-białe barwy. W 2011 klub powrócił do pierwotnej nazwy. 3 lipca 2017 Komisja Dyscyplinarna KHK oraz Izba Dyscyplinarna Federacji Hokejowej Rosji przyznały 42 zawodnikom Dinama status wolnego agenta w związku z niewypełnieniem przez klub postanowień umownych. W sezonie 2017/2018 drużyna Dinama po raz pierwszy w historii uczestnictwa w KHL nie zakwalifikowała się do fazy play-off. W 2018 Dinamo zostało przesunięte w strukturze uczestników z Dywizji Tarasowa do Dywizji Bobrowa.
Zespołem farmerskim został Dinamo Bałaszycha występujące w WHL. Drużynami juniorskimi klubu zostały Szerif Twer, HK MWD Bałaszycha, występujące w MHL. W czerwcu 2020 władze klubu ogłoiły decyzję o przeniesieniu podporządkowanego klubu Dinamo Twer w rozgrywkach Wyższej Hokejowej Ligi (WHL) do Krasnogorska (Dinamo Krasnogorsk, drużyna miała występować w lidze pod nazwą Dinamo Moskowskaja Obłast’) oraz analogicznie drużyny juniorskiej z MHL do tego miasta. Przed sezonem WHL 2021/2022 drużyna Dinama Krasnogorsk (Dinamo MO) została wycofana z rozgrywek, a w lipcu 2021 nowym zespołem farmerskim dla Dinama Moskwa zostało Dinamo Sankt Petersburg).
Do 2018 drużyna rozgrywała mecze w hali WTB Ledowyj Dworiec, po czym tymczasowo została przeniesiona do hali Megasport Arena, do czasu otwarcia kompleksu przy stadionie piłkarskim VTB Arena.

## Sukcesy
- Złoty medal mistrzostw ZSRR (5 razy): 1947, 1954, 1990, 1991, 1992
- Srebrny medal mistrzostw ZSRR (16 razy): 1950, 1951, 1959, 1960, 1962, 1963, 1964, 1971, 1972, 1977, 1978, 1979, 1980, 1985, 1986, 1987
- Brązowy medal mistrzostw ZSRR (18 razy): 1948, 1949, 1952, 1953, 1955, 1956, 1957, 1958, 1966, 1967, 1968, 1969, 1974, 1976, 1981, 1982, 1983, 1988
- Puchar ZSRR (3 razy): 1953, 1972, 1976
- Finał Pucharu ZSRR (8 razy): 1955, 1956, 1966, 1969, 1970, 1974, 1979, 1988
- Finał Pucharu Ligi (1 raz): 1989
- Złoty medal mistrzostw Rosji (6 razy): 1993, 1995, 2000, 2005, 2012, 2013
- Puchar MHL (3 razy): 1993, 1995, 1996
- Finał Europejskiej Hokejowej Ligi (2 razy): 1997, 1998, 1999
- Srebrny medal mistrzostw Rosji (1 raz): 2009
- Brązowy medal mistrzostw Rosji (3 razy): 1996, 1999, 2015, 2020 (uznaniowo)[16]
- Puchar Gagarina (2 razy): 2012, 2013
- Puchar Mistrzów (1 raz): 2006
- Puchar Spenglera (2 razy): 1983, 2008
- Drugie miejsce w Pucharze Kontynentalnym (1 raz): 2005
- Puchar Otwarcia / Puchar Łokomotiwu (3 razy): 2010, 2012, 2013
- Pierwsze miejsce w Dywizji Bobrowa w sezonie regularnym: 2011
- Pierwsze miejsce w Dywizji Tarasowa w sezonie regularnym: 2014, 2024
- Pierwsze miejsce w Konferencji Zachód w sezonie regularnym: 2014, 2024
- Puchar Kontynentu: 2014, 2024

## Szkoleniowcy i władze
Szkoleniowcami klubu byli m.in. Arkadij Czernyszow (przez 28 lat, 1946-1974), Władimir Jurzinow (1974–1979, 1989-1992), Zinetuła Bilaletdinow (1997-2000, 2002-2004), Władimir Krikunow (2004-2008), Vladimír Vůjtek (2008-2009), Andriej Chomutow (2009-2010), Oļegs Znaroks (2010-2014), Harijs Vītoliņš (2014-2015), Siergiej Orieszkin (XII.2015-), Władimir Worobjow (2017-2018), Władimir Krikunow (2018-).
Od 23 sierpnia 2012 do połowy 2015 prezesem klubu był Arkadij Rotenberg.
W kwietniu 2018 ze sztabu trenerskiego odeszli Aleksandr Bojkow i Andriej Skopincew, a dołączyli Andriej Nikoliszyn, Aleksandr Stiepanow i Oleg Oriechowski. Nikoliszyn odszedł jesienią 2018.
W kwietniu 2021 nowym szkoleniowcem został ogłoszony Aleksiej Kudaszow. W tym czasie do jego sztabu weszli Wiaczesław Kozłow, Aleksandr Sawczenkow, A. Skopincew oraz jako trener bramkarzy Szwed Magnus Wennström. W czerwcu 2022 jako trener bramkarzy do sztabu wszedł Konstantin Własow.
Doradcami klubu zostali Aleksandr Malcew i Aleksandr Owieczkin.

## Kadra w sezonie2020/2021
| Bramkarze: - Iwan Boczarow - Emil Garipow - Aleksandr Jeriomienko - Gieorgij Kuzniecow Obrońcy: - Jegor Ałanow - Siergiej Bojkow - Michaił Czajkowski - Michaił Grigorjew - Juuso Hietanen - Dmitrij Korczemkin - Andriej Mironow - Andriej Pribylski - Andriej Siergiejew - Artiom Wołkow - Jegor Zajcew |  | Napastnicy: - Andriej Aleksiejew - Władimir Briukwin - Jegor Bryzgałow - Iwan Igumnow - Dmitrij Jaškin - Władisław Jefriemow - Dmitrij Kagarlicki - Ilja Krygłow - Aleksandr Kuczeriawienko - Wiaczesław Kulomin - Oscar Lindberg - Władisław Michajłow - Dmitrij Moisiejew - Iwan Muranow - Siemion Pankratow - Magnus Pääjärvi Svensson - Nikita Popugajew - Wadim Szypaczow - Ilja Szypow - Daniił Tarasow - Oleg Zajcew |